# Вулканічна дуга Малих Антильських островів

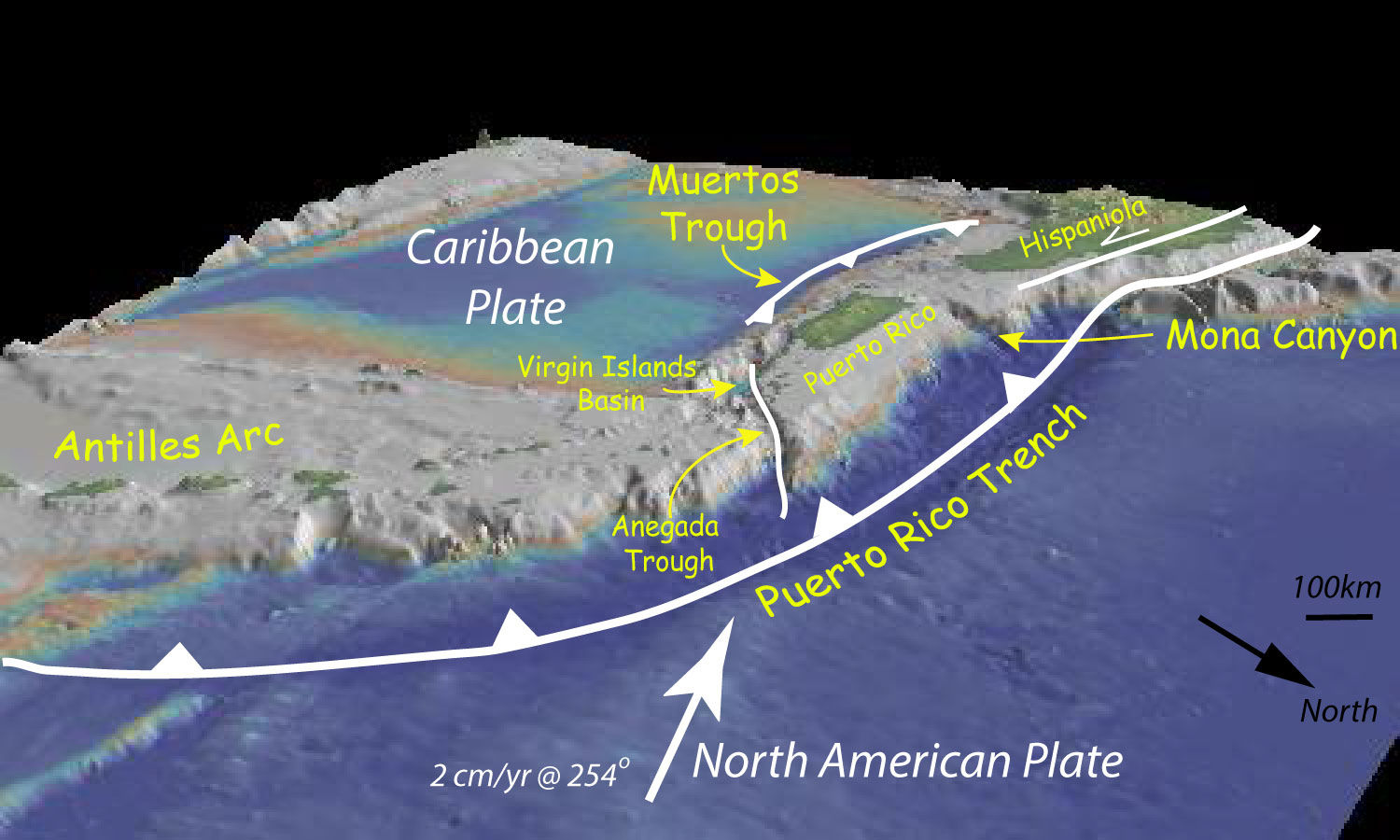
Батиметрія північно-східного кута Карибської плити, що показує основні розломи та межі плит; вид на південний захід. Основні батиметричні особливості цієї області включають: вулканічну дугу Малих Антильських островів; стара неактивна вулканічна дуга Великих Антильських островів (Віргінські острови, Пуерто-Рико та Еспаньйола); жолоби Муертоса і Пуерто-Рико, сформовану на межі плит між Карибською і Північноамериканською плитами.

Вулканічна дуга Малих Антильських островів - вулканічна дуга, що утворює східну межу Карибської плити. Складова зони субдукції, також відомої як зона субдукції Малих Антильських островів, де океанічна кора Південноамериканської плити занурюється під Карибську плиту. Цей процес субдукції сформував низку вулканічних островів, від Віргінських островів на півночі до островів біля узбережжя Венесуели на півдні. Вулканічна дуга Малих Антильських островів має дев’ятнадцять діючих вулканів, зокрема Суфрієр-Гіллз на Монтсерраті; Монтань-Пеле на Мартиниці; Суфрієр-Гваделупа на Гваделупі; Суфрієр-Сент-Вінсент на Сент-Вінсент; Маунт-Сценері на Сабі і підводний вулкан Кік-Ем-Дженні, який знаходиться приблизно за 10 км на північ від Гренади.